# Thursday Afternoon
Thursday Afternoon è l'undicesimo album in studio del musicista britannico Brian Eno, pubblicato nel 1985 dalla Polydor Records.

## Il disco
Contiene un'unica traccia eponima della durata di 61 minuti. Per esso è stato realizzato anche un videoclip girato a San Francisco nell'aprile 1984 e pubblicato dalla Sony.

## Tracce
Musiche di Brian Eno.
1. Thursday Afternoon – 61:00